# Tambaksari (Kota Blora)
Tambaksari is een bestuurslaag in het regentschap Blora van de provincie Midden-Java, Indonesië. Tambaksari telt 3145 inwoners (volkstelling 2010).